# Waikato (région)
Pour les articles homonymes, voir Waikato.
La région du Waikato (en anglais : Waikato Region, /ˈwaɪkɑːtɔː/) est une région de Nouvelle-Zélande située dans le nord de l'île du Nord. Les frontières exactes de la région dépendent de l'usage du nom, mais dans tous les cas elle comprend les alentours de la ville de Hamilton et s'étend jusqu'aux rives du fleuve Waikato.

## Différentes définitions
Le Waikato désigne un territoire historique, plus petit que l'actuelle région ; il ne comprend pas les territoires autour de la péninsule Coromandel et la vallée de la Thames (en) qui sont au nord et la région du lac Taupo au sud-est.

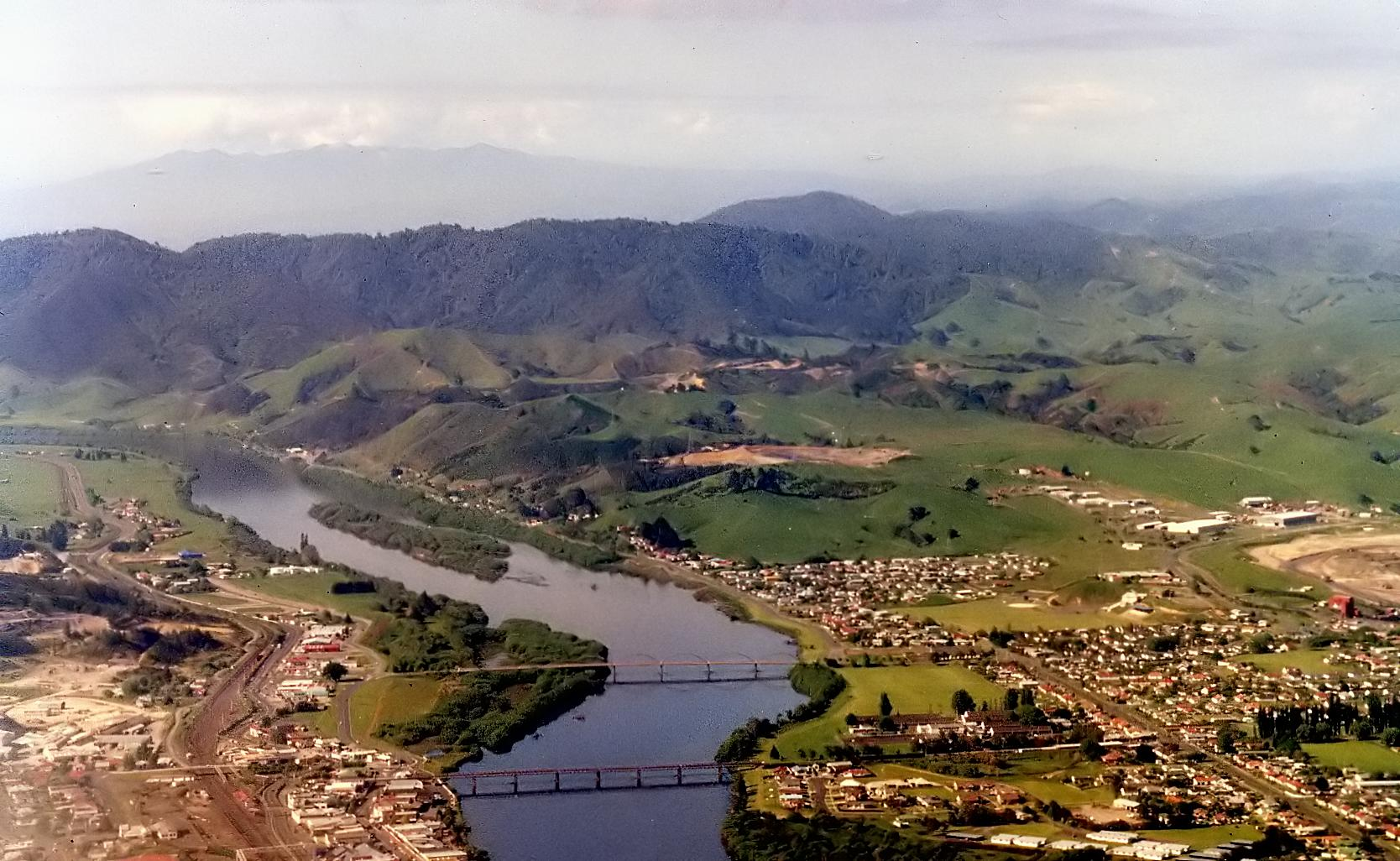
Vue du fleuve Waikato à Huntly en 1991.

La région du Waikato (Waikato Region) est un gouvernement local sur la côte ouest du nord de l'île du Nord. Elle va du lac Taupo et du King Country au sud jusqu'à la péninsule Coromandel et la frontière avec la région d'Auckland au nord. Sa superficie est de 25 000 km2 ; ses habitants étaient au nombre de 387 700 lors du recensement de 2006.
Le district du Waikato (Waikato District) ne comprend que la région administrée par le Waikato District Council ; c'est-à-dire, les villes de Ngaruawahia (en), Huntly et Raglan.

## Géographie

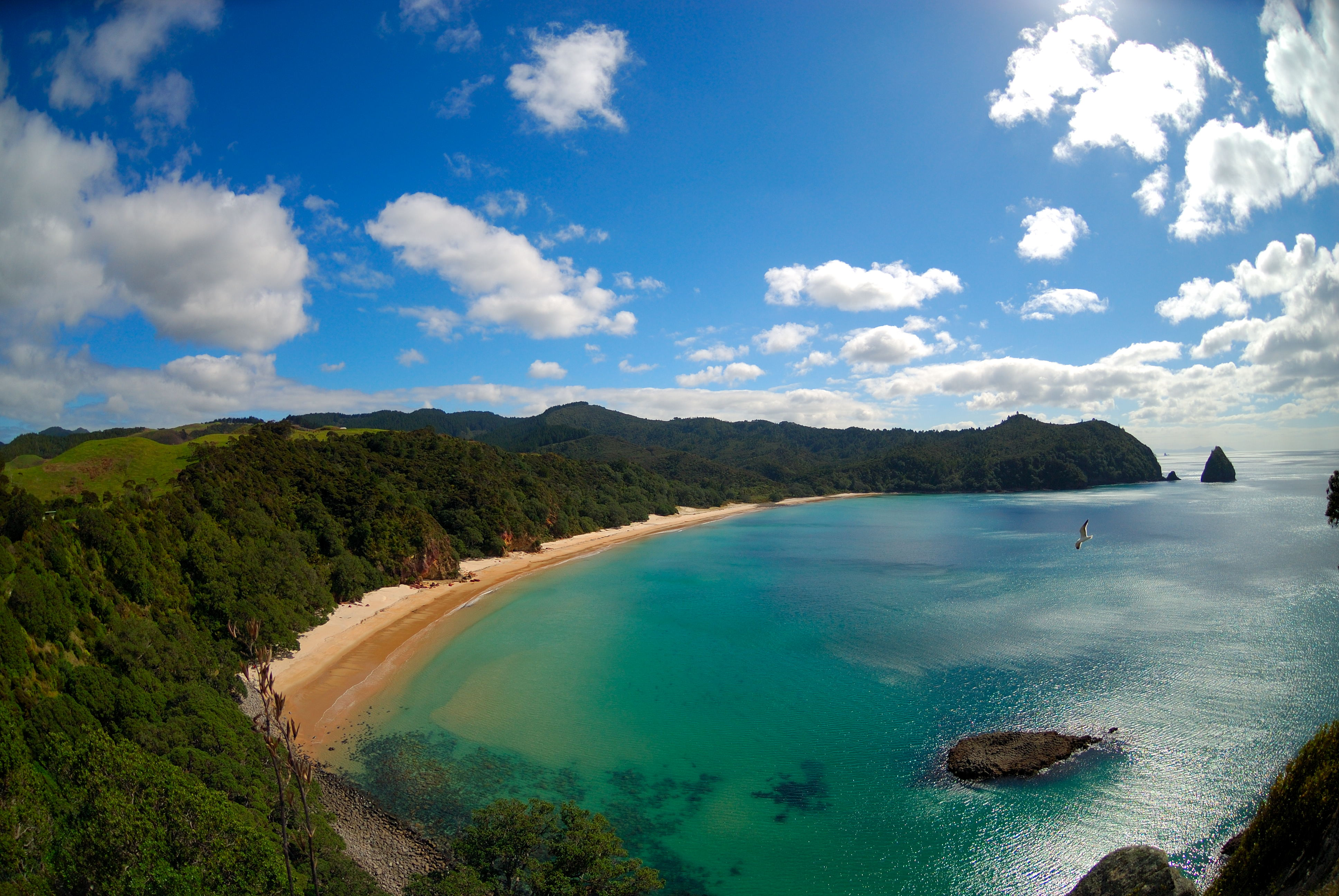
Plage de New Chums.

À l'ouest la région est bordée par la mer de Tasman. La côte y est plutôt difficile, pleine de monts faisant partie de la chaîne Hakarimata, mais on trouve des collines au nord près de l'embouchure du Waikato. La côte est échancrée par trois grandes baies : Raglan, Aotea, et Kawhia. La région autour de Raglan est célèbre pour ses plages de sable noir volcanique ; les plages de la baie de Manu et à Ruapuke sont fréquentées par les surfeurs.
À l'est des monts de la côte, on trouve la grande plaine inondable du Waikato. Le climat y est tempéré, et la terre fertile, quoiqu'à certains endroits, on trouve de la tourbe. C'est dans les plaines du Waikato qu'on trouve la plupart des habitants de la région ; la terre y est intensivement travaillée, pour l'agriculture et l'élevage (de bovins surtout). La région autour de Cambridge est connue pour ses écuries.
Le nord de la région autour de Te Kauwhata produit du vin. On y trouve plusieurs lacs peu profonds, le plus grand étant Waikare.
À l'est, le relief augmente avec les chaînes Kaimai et Mamaku. Les premiers kilomètres du fleuve Waikato sont utilisés dans des projets d'hydroélectricité. Au sud-est, on trouve plusieurs lacs artificiels.
La région abrite également le parc national de Tongariro.

## Histoire
Avant l'arrivée des Européens l'ouest de l'île du Nord contenait quelques-unes des terres les plus densément peuplées de Nouvelle-Zélande, habitées par des iwi tels que Ngāti Toa et Tainui.
La région du Waikato a joué un rôle important dans l'histoire de la Nouvelle-Zélande, particulièrement en ce qui concerne les relations entre les Britanniques et les Māori. Pendant les Land Wars des années 1860 elle était le lieu de plusieurs épisodes sanglants, appelés l'« Invasion du Waikato ». Le gouvernement colonial, en représailles pour l'aide qu'ils avaient fourni aux Māori Taranaki lors de la Guerre Taranaki, repousse les Māori du Waikato au sud avec l'aide de troupes envoyées du Royaume-Uni ; ils se battent contre les iwi du mouvement Kīngitanga.
En 1863 et 1864 on vit des batailles à Meremere, Ngaruawahia, Rangiaowhia et Orakakau. Finalement, les troupes du mouvement Kīngitanga se replient au sud de la région, dans ce qui est encore appelé le King Country. Le siège d'Orakau sera immortalisé dans l'un des premiers films néo-zélandais, Rewi's Last Stand, sorti en 1925.
La marae nationale, Turangawaewae, est située à Ngaruawahia. C'est le siège du roi māori Tuheitia Paki.

## Démographie
| Groupes ethniques                                 | Valeurs absolues | %    |
| ------------------------------------------------- | ---------------- | ---- |
| Population                                        | 403 641          | 100  |
| Ethnicité établie                                 | 382 536          | 94,8 |
| Européens                                         | 254 418          | 63,0 |
| Métis                                             | 44 766           | 11,1 |
| Maoris                                            | 44 154           | 10,9 |
| Asiatiques                                        | 23 448           | 5,8  |
| Océaniens non Maoris                              | 7 017            | 1,7  |
| Moyens-Orientaux, Latinos-Américains et Africains | 3 009            | 0,7  |
| Autres                                            | 5 724            | 1,4  |
| Ethnicité non établie                             | 21 102           | 5,2  |

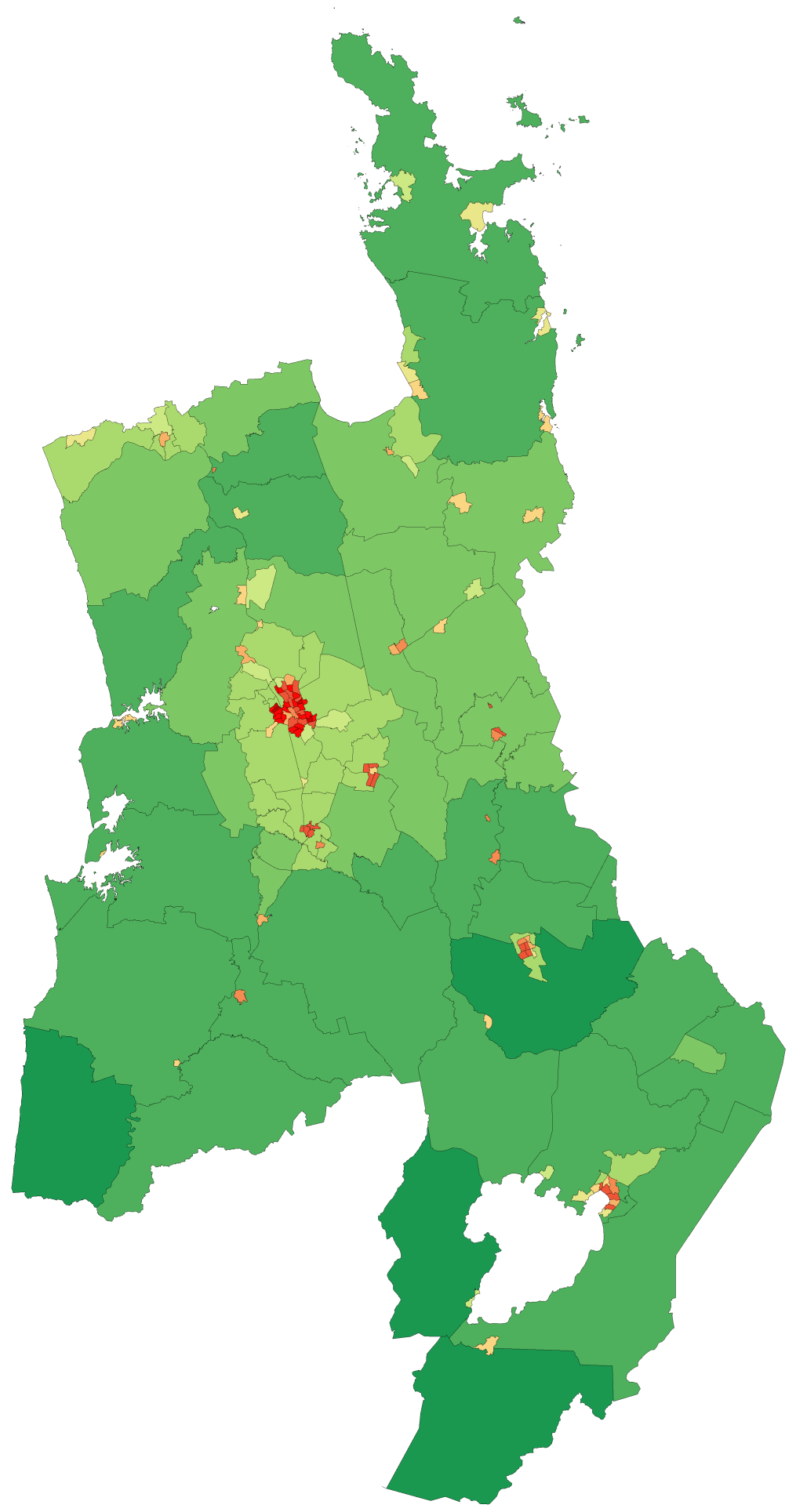
Densités de population en 2006.

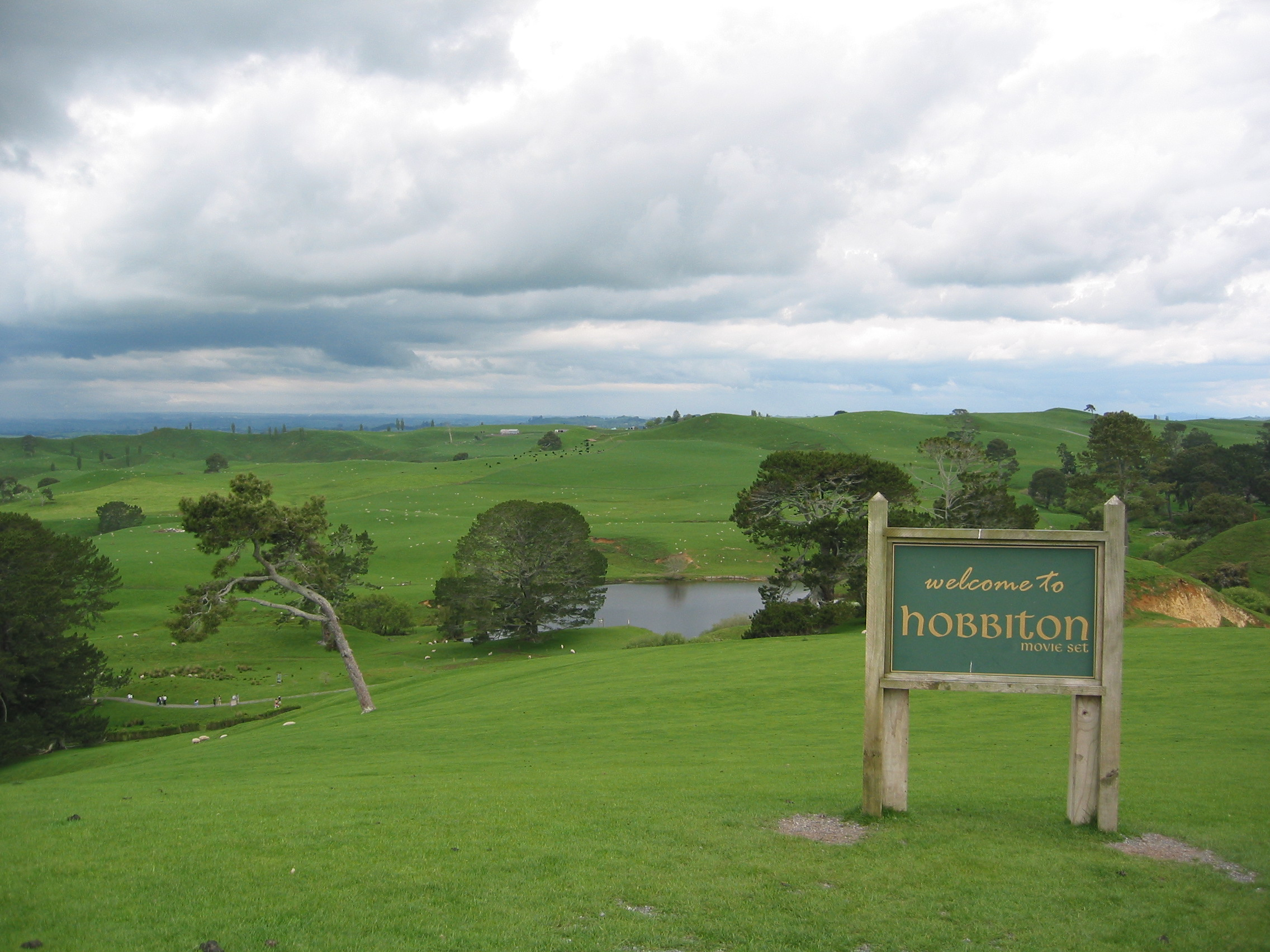
Vue des collines de Matamata, ou Hobbitebourg.

La ville de Hamilton est le centre urbain de la région, comptant 158 500 habitants en 2006. Elle abrite l'université de Waikato et Wintec. Les villes de Tokoroa, Te Awamutu et Cambridge comptent chacune entre 10 000 et 15 000 habitants.
La région inclut également les villes, plus petites, de Huntly, Matamata (utilisée pour incarner Hobbitebourg dans les films Le Seigneur des Anneaux de Peter Jackson), Morrinsville, Ngaruawahia, Otorohanga, Putaruru, Raglan, Te Kauwhata, Te Kuiti, et Tirau.
D'autres villes dans la région administrative mais hors usage général du terme Waikato Region sont Tuakau et Mercer (au sud d'Auckland), Paeroa, Te Aroha, Thames, Whangamata, et Whitianga autour la vallée de la Thames et sur la péninsule Coromandel, ainsi que Taupo et Turangi dans le sud-est.
Les habitants du Waikato utilisent le surnom « Mooloo » en parlant d'eux-mêmes, de leur région ou de quelque chose de leur région ; le terme provient probablement de la mascotte de l'équipe de rugby à XV du Waikato, une vache à forme humaine.[réf. nécessaire]